# Cmentarz żydowski w Mstowie
Cmentarz żydowski w Mstowie – powstał w XIX wieku i znajduje się przy obecnej ul. Kilińskiego. Został zdewastowany w czasie II wojny światowej przez nazistów – do naszych czasów zachowały się tylko pojedyncze nagrobki.